# 조 오코너
조 오코너(Joe O'Connor)는 미국의 배우, 텔레비전 배우이다.

## 영화
- 그린 호넷 (2011년) - 데일리 센티널 리포터 역
- 매드 맨 1 (2007년)
- 익스포즈드 (2003년)
- 웨스트 윙 시즌1 (1999년)